# Mario Crispi
Mario Crispi (Palermo, 1963) è un compositore e flautista italiano.
Performer e concertista ha creato vari progetti musicali, composto e collaborato alle colonne sonore di diversi film.

## Carriera artistica
Proveniente da una famiglia di origine arbëreshë albanese della provincia di Palermo, inizia a studiare musica nel 1976 da autodidatta e nel 1979 fonda il gruppo musicale Agricantus, con cui realizza dischi, concerti e progetti musicali. Specializzato in strumenti a fiato provenienti dalle culture di tradizione orale di tutto il mondo, ha svolto varie collaborazioni.
Come esecutore di musiche per strumenti a fiato precolombiani partecipa nel 1994 alla registrazione del CD Il Secolo d'Oro nel Nuovo Mondo Villancicos e Orationes del '600 latino-americano con l'Ensemble Elyma, diretto da Gabriel Garrido.
Dal 1995 partecipa come interprete e coautore di musiche per strumenti a fiato etnici di varie colonne sonore dei film Il bagno turco (vincitore del Globo d'Oro 1997 per la colonna sonora), Elvjs e Merilijn, I Giardini dell'Eden e a varie produzioni discografiche quali Rinascimento di Trancendental, Aizete' di Enzo Avitabile, Atlante di Brothers e Darmadar.
Nel 2000 realizza la colonna sonora dei film-documentario Jung e Afghanistan: effetti collaterali? di Alberto Vendemmiati e Fabrizio Lazzaretti.
Nel 2010 realizza la colonna sonora del film-documentario Left by the Ship di Emma Rossi Landi e Alberto Vendemmiati

## Attività di ricerca
Dal 1991 al 1996 collabora con l'Archivio Etnofonico Siciliano del Centro per le Iniziative Musicali in Sicilia, con l'Archivio del Folkstudio di Palermo e con l'Istituto di Tradizioni popolari dell'Università di Palermo, svolgendo attività di ricerca nel campo etnomusicologico ed archivistico. 
Nel 1993 partecipa ad una ricerca ed alla schedatura degli strumenti della musica tradizionale sarda finalizzate alla pubblicazione del libro Sonos - Strumenti della musica popolare sarda edito successivamente nel 1995.

## Progetti musicali
Alla fine degli anni novanta concepisce il suo progetto da solista intitolato SOFFI basato su un'investigazione sonora sugli strumenti a fiato provenienti da tutto il mondo, pubblicando il suo primo concept album omonimo.
Nel 2002 partecipa alla nascita della mostra itinerante per il mediterraneo "Islam in Sicilia: un giardino tra due civiltà", che lo vede come ideatore di alcune installazioni sonore. È ideatore del festival Paesaggi di suoni di Tuscania (VT) di cui è anche direttore artistico.
Nel 2008, dà vita, insieme a Francesco Calabria, a Palermo, al collettivo/laboratorio musicale "FolkaLab" con cui realizza performance di creazione collettiva estemporanea guidate di volta in volta da conduttori diversi e basato sull'interazione tra forme espressive diverse.
Nel 2009 crea il progetto Arenaria, sulle sedimentazioni musicali e culturali mediterranee presenti in Sicilia, con cui produce e pubblica l'omonimo CD. Nel 2011 pubblica in duo con il sassofonista sardo Enzo Favata l'album "Insulae" e, sempre nel 2011, dà vita al progetto R.A.M. (Risonanze Arcaiche Mediterranee) con il quartetto Arenaria e GliArchiEnsemble, orchestra d'archi di Palermo.

## Collaborazioni
Mario Crispi ha collaborato con i seguenti musicisti: Giovanni Bacalov, Pivio, Aldo De Scalzi, Reza Derakshani, Simone Haggiag, Olen Cesari, Sandro Oliva, Marilena Monti, Enzo Avitabile, Noureddine Fatty, Paolo Modugno, Luigi Polsini, Mario Ciccioli, Rafaqat Fateh Ali Khan, Luca Bulgarelli, Lutte Berg, Michele Frontino, Roberto Stanco, Giovanni Lo Cascio, Fadimata Wallet Oumar, Enzo Favata, Giuseppe Lomeo, Alfio Antico, Kenny Hogan, Akmal Chadri, Baahoo.
Ha inoltre collaborato con i gruppi musicali Trancendental, I Corni della Luna, Boom Boom Language.

## Opere

### Cinema
- Autore delle colonne sonore
  - Jung [Giang] nella terra dei mujaheddin di Fabrizio Lazzaretti e Alberto Vendemmiati (Italia - 2000);
  - Afghanistan: effetti collaterali? di Fabrizio Lazzaretti e Alberto Vendemmiati (Italia - 2002);
  - Sanpeet [Poison] di Giuseppe Petitto e Gianluca Pulcini (Italia - 2001);
  - Left By The Ship di Emma Rossi Landi e Alberto Vendemmiati (Italia - 2010);
- Coautore delle colonne sonore 
  - con Agricantus
    - Placido Rizzotto di Pasquale Scimeca (Italia - 2000);
    - Il figlio della Luna  di Gianfranco Albano (Italia - 2007);

  - con Trancendental (Pivio e Aldo De Scalzi) - Agricantus
    - Il bagno turco di Ferzan Özpetek (Italia - 1997);
    - I giardini dell'Eden di Alessandro D'Alatri (Italia - 1998);
    - 7 km da Gerusalemme di Claudio Malaponti (Italia - 2006);

  - con Pivio & Aldo De Scalzi
    - Elvjs e Merilijn di Armando Manni (Italia - 1998);
    - La persona De Leo di Alberto Vendemmiati (Italia - 2006);
- Collaborazione alle colonne sonore come interprete:
  - con Pivio & Aldo De Scalzi
    - Cold Ground di Guido Santi (Italia - 1996);
    - Il Mercante di Pietre di Renzo Martinelli (Italia - 2005);
    - Barbarossa di Renzo Martinelli (Italia - 2009);
    - L'infiltrè di Giacomo Battiato (Francia - 2010);

  - con Luis Bacalov
    - Il Consiglio d'Egitto di Emidio Greco (Italia - 2002)

  - con Andrea Guerra
    - Hotel Rwanda di Terry George (Italia - 2006)

  - con AA. VV
    - Le rose del deserto di Mario Monicelli

### Teatro
- E.X.I.L. 84 (Werner Eckl)
  - Concerto in Bianco Maggiore
  - Tramonti - Materiali per Alba
  - Trilogia: Sul filo del 38º rasoio - Deserti - La via nel riso
- TIMOS Teatro
  - Judith, la risposta che non torna
  - Aquae-passaggi per una nascita
  - Esplodevano farfalle
  - Mal Mediterraneo
- Proscenio teatro
  - L'uovo psicosomatico

### Danza
- Around the World di Roberta Escamilla Garrison

## Discografia selezionata
- Mario Crispi:

 Soffi - (2000),
Arenaria - (2009),
Left By The Ship - (2010)
Insulae - (2011) con Enzo Favata
- FolkaLab:

Vol. 1 - (2008)
- Agricantus:
CD

Gnanzù! (1993) TonStudio Carinthia/Tabbali/CNI, Austria/Italia
Tuareg (1996), CNI Italia
Kaleidos (1998), CNI Italia
Faiddi (1998), CNI Italia
The Best of Agricantus (1999), World Class U.S.A.
Placido Rizzotto O.S.T. (2000), CNI Italia
Ethnosphere (2001), CNI Italia, EDEL Francia
Calura (2002), CNI Italia
Habibi (2005), CNI Italia
Luna khina (2007), RaiTrade Italia
EP
Viaggiari (1995), CNI Italia
Hale-Bopp souvenir (1997), CNI Italia
Jamila (2002), Il Manifesto, Italia
- Trancendental/Agricantus:

Il bagno turco O.S.T. (1997), CNI Italia
I giardini dell'Eden O.S.T. (1998), CNI Italia
Amatevi/Armatevi - EP (1998), CNI Italia
- Trancendental/Pivio e Aldo De Scalzi:

Cold Ground (1996), CNI Italia
Rinascimento (1997), CNI Italia
Elvjs & Marilijn O.S.T. (1998), CNI Italia
La persona De Leo O.S.T. (2006), I dischi dell'Espleta, Italia
7 km da Gerusalemme O.S.T. (2006), CNI, Italia
Il Mercante di Pietre O.S.T. (2007) O.S.T. CAM Italia
Barbarossa O.S.T. (2009), Creuza, Italia
L'infiltrè O.S.T. (2010), Creuza, Italia
- Luis Bacalov:

Il Consiglio d'Egitto O.S.T. 2006, CAM Italia
- Enzo Avitabile:

Aizete 1996
- Ensemble Elyma & Gabriel Garrido:

"Il Secolo d'Oro nel Nuovo Mondo Villancicos e Orationes del '600 latino-americano" 1992